# Joseph Baena
Joseph Baena (Los Ángeles, California, 2 de octubre de 1997) es un actor, culturista, modelo de fitness y agente inmobiliario estadounidense. A pesar de ser hijo de Arnold Schwarzenegger, optó por no usar el mismo apellido.

## Primeros años
Joseph Baena es hijo biológico de Arnold Schwarzenegger y la guatemalteca Mildred Patricia "Patty" Peña (1961). Fue reconocido legalmente como hijo del colombiano Rogelio D.J. Baena (1949), quien fue esposo de su madre. Tiene una media hermana materna: Jackie Rozo. Es medio hermano paterno de Katherine Eunice, Christina María, Patrick Arnold y Christopher Sargent Schwarzenegger, este último; nació cinco días antes que él, el 27 de septiembre de 1997. Es de ascendencia austriaca y guatemalteca. En 2010, a la edad de 13 años, Baena supo por primera vez la identidad de su verdadero padre biológico, que se reveló al día siguiente de que Schwarzenegger dejara de ser gobernador.
En 2011, alcanzó cierta notoriedad en los tabloides cuando Schwarzenegger admitió haberlo concebido en una relación adúltera con una ex empleada del hogar, Mildred Baena, mientras estaba casado con Maria Shriver.
En 2019, Baena se graduó de la Universidad Pepperdine en Malibú, California.

## Carrera
Baena apareció en la portada de la edición de marzo de 2022 de Men's Health, destacando sus prácticas de acondicionamiento físico y su vínculo familiar con su padre. Él es un levantador de pesas. Un regalo de su padre, The Encyclopedia of Modern Bodybuilding en coautoría con él, lo ayudó en su entrenamiento.
En septiembre de 2022, Baena fue anunciado como una de las celebridades concursantes de la trigesimoprimera temporada de Dancing with the Stars, siendo emparejado con la bailarina profesional Daniella Karagach. Su tipo de cuerpo, flexibilidad y entrenamiento físico no están particularmente bien adaptados al baile, teniendo dificultades durante la competencia. Durante la segunda semana, Karagach dio positivo por COVID-19, por lo que tuvo que bailar junto con la bailarina Alexis Warr durante dos semanas. La pareja fue eliminada en la quinta semana de la temporada, finalizando en el undécimo puesto.
Ofreció la opinión de que la aptitud física se convirtió en su lema porque «no podía seguir el ritmo de los otros muchachos». En una entrevista de podcast, confesó que no estaba en forma y que lo intimidaban. En la universidad, tuvo una Epifanía: "¿«Era como el niño gordito en mi... equipo, y, um sí. No fue hasta que me uní a la natación en mi segundo año...». Cuando no podía correr, lo que lo dejaba incapacitado para el fútbol y baloncesto, decidió unirse al equipo de natación.
Desde 2022, Baena es agente inmobiliario de Aria Properties. Expresó interés en una carrera de bienes raíces en mayo del 2021.

## Filmografía

### Cine
| Año  | Título                                                 | Papel                     | Notas                 |
| ---- | ------------------------------------------------------ | ------------------------- | --------------------- |
| 2016 | Terminator 2 Remake with Joseph Baena: Bad to the Bone | Terminator                | Vídeo corto           |
| 2022 | Chariot                                                | Cory                      | Debut cinematográfico |
| 2022 | Bully High                                             | Eddie - School President  |                       |
| TBA  | Encounters                                             | Tarrick                   | En rodaje             |
| TBA  | Lava                                                   | Alex                      | Posproducción         |
| TBA  | Called to Duty: The Last Airshow                       | Lt. Andrew 'Bells' Harris | Posproducción         |

### Televisión
| Año  | Título                 | Papel    | Notas                          |
| ---- | ---------------------- | -------- | ------------------------------ |
| 2022 | Scam Squad             | Nico     | Miniserie                      |
| 2022 | Dancing with the Stars | Él mismo | 6 episodios de la temporada 31 |